# Вульковский сельсовет (Лунинецкий район)
Вульковский сельсовет (белор. Вулькаўскі сельсавет) — административная единица на территории Лунинецкого района Брестской области Беларуси. Административный центр — агрогородок Вулька-2.

## Состав
Вульковский сельсовет включает 7 населённых пунктов:
- Бродница — деревня;
- Вулька-2 — агрогородок;
- Галый Бор — деревня;
- Добрая Воля — деревня;
- Застенок — деревня;
- Красная Воля — деревня;
- Межлесье — агрогородок.

## Достопримечательность
- Памятник-самолёт МиГ-23МЛ в деревне Красная Воля